# Otto Fickeisen
Otto Fickeisen (ur. 24 grudnia 1879 w Ludwigshafen, zm. 15 grudnia 1963 w Neustadt an der Weinstraße) – niemiecki wioślarz, dwukrotny medalista olimpijski.
Wystąpił na igrzyskach olimpijskich w Paryżu w 1900, gdzie niemiecka osada Ludwigshafener Ruder Verein w składzie: Ernst Felle, Otto Fickeisen, Carl Lehle, Hermann Wilker i Franz Kröwerath (sternik) zdobyła brązowy medal w czwórkach ze sternikiem (Finał B). Do srebrnych medalistów, Holendrów z klubu Minerva Amsterdam, Niemcy stracili 2 sekundy. Wziął także udział w igrzyskach olimpijskich w Sztokholmie w 1912, gdzie wspólnie z Albertem Arnheiterem, Hermannem Wilkerem, Rudolfem Fickeisenem i Otto Maierem zdobył złoty medal.
Należał do czołówki niemieckich wioślarzy przed I wojną światową, zdobywał między innymi mistrzostwo kraju w dwójkach bez sternika w latach 1908-1912.
Jego młodszy brat, Rudolf Fickeisen, także był wioślarzem.